# Ashton C. Shallenberger
Ashton Cokayne Shallenberger, né le 23 décembre 1862 et mort le 22 février 1938, est un homme politique démocrate américain. Il est le 15e gouverneur du Nebraska entre 1909 et 1911.

## Sources
- (en) Cet article est partiellement ou en totalité issu de l’article de Wikipédia en anglais intitulé « Ashton C. Shallenberger » (voir la liste des auteurs).